# Spilophora annulata
Spilophora annulata es una especie de insecto coleóptero de la familia Chrysomelidae.
Fue descrita científicamente en 1905 por Spaeth.